# Saint-pierre doré
Le saint-pierre doré B est un cépage français.

## Origine

### Historique
Le saint pierre doré est autochtone du vignoble de l'Allier, originaire de la commune du Vernet. Il appartient à la famille des Gouais.

### Répartition géographique
C'est un cépage en voie de disparition. Sa surface en France est passée de 123 hectares en 1958 à un seul hectare en 1994.
Il est encore cultivé au Conservatoire des anciens cépages de Chareil-Cintrat et surtout au Verger conservatoire de le Vernet à proximité de Vichy, lieu d'origine du cépage, où tous les ans sont réalisées les vendanges traditionnelles.
Chaque année, la cuvée réalisée par un vigneron professionnel est présentée à la population lors de la fête patronale de la Saint-Georges (fin avril), il peut être dégusté à cette occasion ou auprès du Verger conservatoire lui-même.
Ce cépage est nommé roussellou dans le vignoble d'Estaing.

## Caractères ampélographiques
- Le bourgeonnement est cotonneux. Les jeunes feuilles sont bronzées.
- Le rameau herbacé est coloré (rouge) sur les entre-nœuds.
- Les feuilles sont entières ou trilobées. Le sinus pétiolaire est peu ouvert ou à bords chevauchants. Le limbe est tourmenté, bullé, gaufré et bordé de dents très longues rectilignes.
- Les grappes sont grosses et les baies de taille moyenne et arrondies.

## Aptitudes

### Culturales
Cépage moyennement vigoureux, le saint pierre doré est productif. Une taille modérément longue lui convient.

### Sensibilité aux maladies
Il est relativement tolérant au mildiou et à l'oïdium, mais craint énormément la pourriture grise.

### Potentiel technologique
Ce cépage donne un moût peu sucré mais acide. Ses arômes sont discrets. Il peut servir de vin de base à effervescents.

## Sources